# Bézac (Bézac)
Bézac ist eine ehemalige französische Gemeinde mit 433 Einwohnern (Stand 1. Januar 2022) im Département Ariège in der Region Okzitanien. Sie gehörte zum Arrondissement Pamiers, zum Kanton Pamiers-1 und zum Gemeindeverband Portes d’Ariège Pyrénées.
Der Erlass vom 22. November 2022 legte mit Wirkung zum 1. Januar 2023 die Eingliederung von Bézac als Commune déléguée zusammen mit der früheren Gemeinde Saint-Amans zur neuen, gleichnamigen Commune nouvelle Bézac fest.

## Geographie
Umgeben wird Bézac von den Nachbargemeinden und der Commune déléguée:
| Saint-Amans (Commune déléguée) | Bonnac                                      |         |
|                                | Kompassrose, die auf Nachbargemeinden zeigt |         |
| Escosse                        | Villemontoire                               | Pamiers |

Das Gemeindegebiet wird vom Fluss Ariège durchquert, in den hier die Estrique einmündet.

## Geschichte
Der Ort hat seinen Ursprung in einer sehr alten Stätte der Spätantike (4. bis 6. Jahrhundert unserer Zeitrechnung), die auf einem Plateau in Form eines Vorgebirges zwischen dem Zusammenfluss von Ariège und Estrique errichtet wurde. Der Ortsname dieser antiken Stätte, die am heutigen Weiler Gaillac im Ort Bézac gelegen haben soll, lautete „Avesago“. In der Nähe gefundene archäologische Spuren (Keramik, Fliesen usw.) könnten die Hypothese eines alten Dorfes stützen. Die Gründung der Pfarrei Bézac und ihrer Kirche, die an der Stelle von Gaillac am Rande des Vorgebirges errichtet wurden, gehen auf ein unbekanntes Datum zurück, aber zweifellos vor dem 10. Jahrhundert. Der Grund dieser Datierung ist einerseits die Vermutung, die Kirche habe eine frühere gallo-römische Kultstätte ersetzt, andererseits ist ihr Name (Saint-Pierre-aux-liens) eines der ältesten. Die Bewirtschaftung des Territoriums war bereits gut gesichert, da Roger I., Graf von Carcassonne, im Jahr 1002 seiner Frau Adalaïs die Besitzungen von Bézac und Escosse testamentarisch schenkte. 1075 erwarb die Abtei von Cluny eine Mühle in Bézac. Ab dem Ende des 14. Jahrhunderts fügte die Familie Villemur, Barone von Saint-Paul und Pailhès, eine der größten Familien in der Grafschaft Foix, ihren Besitzungen die Herrschaften von Bonnac und Bézac hinzu. Diese Verbindung dauerte bis ins 19. Jahrhundert an. Die Agglomeration entwickelte sich zerstreut aus ländlichen Bauernhöfen. Der Ort Gaillac wird als Kleinbauernhof im Napoleonischen Kataster erwähnt. Einige Bauernhöfe brachten Weiler hervor (Tremège, Gerbet, Majonis), von denen Trémège heute der wichtigste ist, denn es ist der Sitz der Rathausschule. Die Ressourcen der Gemeinde sind hauptsächlich landwirtschaftlich. An einem Ort namens Le Soubié gab es eine Ziegelei, die zu Beginn des 19. Jahrhunderts durch das Napoleonische Kataster bezeugt ist, die aber im Departementsverzeichnis von 1907 (in dem auch ein Schmied erwähnt wird) nicht mehr erwähnt wird. Ihre Überreste sind noch vorhanden.

## Bevölkerungsentwicklung
| Bézac: Einwohnerzahlen von 1793 bis 2016                                                                                   | Bézac: Einwohnerzahlen von 1793 bis 2016 | Bézac: Einwohnerzahlen von 1793 bis 2016 | Bézac: Einwohnerzahlen von 1793 bis 2016 | Bézac: Einwohnerzahlen von 1793 bis 2016 |
| --- | ---------------------------------------- | ---------------------------------------- | ---------------------------------------- | ---------------------------------------- |
| Jahr |                                          |                                          |                                          | Einwohner                                |
| 1793 | 1793                                     |                                          | 410                                      | 410                                      |
| 1800 | 1800                                     |                                          | 145                                      | 145                                      |
| 1806 | 1806                                     |                                          | 134                                      | 134                                      |
| 1821 | 1821                                     |                                          | 181                                      | 181                                      |
| 1831 | 1831                                     |                                          | 189                                      | 189                                      |
| 1836 | 1836                                     |                                          | 254                                      | 254                                      |
| 1841 | 1841                                     |                                          | 268                                      | 268                                      |
| 1846 | 1846                                     |                                          | 296                                      | 296                                      |
| 1851 | 1851                                     |                                          | 289                                      | 289                                      |
| 1856 | 1856                                     |                                          | 273                                      | 273                                      |
| 1861 | 1861                                     |                                          | 279                                      | 279                                      |
| 1866 | 1866                                     |                                          | 272                                      | 272                                      |
| 1872 | 1872                                     |                                          | 274                                      | 274                                      |
| 1876 | 1876                                     |                                          | 255                                      | 255                                      |
| 1881 | 1881                                     |                                          | 242                                      | 242                                      |
| 1886 | 1886                                     |                                          | 220                                      | 220                                      |
| 1891 | 1891                                     |                                          | 234                                      | 234                                      |
| 1896 | 1896                                     |                                          | 240                                      | 240                                      |
| 1901 | 1901                                     |                                          | 214                                      | 214                                      |
| 1906 | 1906                                     |                                          | 236                                      | 236                                      |
| 1911 | 1911                                     |                                          | 196                                      | 196                                      |
| 1921 | 1921                                     |                                          | 161                                      | 161                                      |
| 1926 | 1926                                     |                                          | 155                                      | 155                                      |
| 1931 | 1931                                     |                                          | 163                                      | 163                                      |
| 1936 | 1936                                     |                                          | 160                                      | 160                                      |
| 1946 | 1946                                     |                                          | 136                                      | 136                                      |
| 1954 | 1954                                     |                                          | 124                                      | 124                                      |
| 1962 | 1962                                     |                                          | 143                                      | 143                                      |
| 1968 | 1968                                     |                                          | 125                                      | 125                                      |
| 1975 | 1975                                     |                                          | 136                                      | 136                                      |
| 1982 | 1982                                     |                                          | 164                                      | 164                                      |
| 1990 | 1990                                     |                                          | 202                                      | 202                                      |
| 1999 | 1999                                     |                                          | 227                                      | 227                                      |
| 2006 | 2006                                     |                                          | 270                                      | 270                                      |
| 2011 | 2011                                     |                                          | 315                                      | 315                                      |
| 2016 | 2016                                     |                                          | 351                                      | 351                                      |
| Quelle(n): EHESS/Cassini bis 1999, INSEE ab 2006 Anmerkung(en): Ab 1962 offizielle Zahlen ohne Einwohner mit Zweitwohnsitz |                                          |                                          |                                          |                                          |

## Sehenswürdigkeiten
- Pfarrkirche Saint-Pierre-aux-Liens (Petri in Ketten) aus dem 12. und 13. Jahrhundert mit Erweiterungen im 17. Jahrhundert und im 19. Jahrhundert. Sie birgt zahlreiche, in der Base Palissy gelistete Einrichtungsstücke.
- Bürgermeisteramt und Schule, im ausgehenden 19. Jahrhundert als reine Schule erbaut.